# Long Stanton All Saints
Long Stanton All Saints var en civil parish fram till 1953 när den uppgick i Longstanton i grevskapet Cambridgeshire i England. Civil parish var belägen 9 km från Cambridge och hade 678 invånare år 1951.